# Perpesac lo Blanc
Perpesac lo Blanc (en francès Perpezac-le-Blanc) és un municipi francès situat al departament de la Corresa i a la regió de la Nova Aquitània.

## Demografia
| 1962                                       | 1968 | 1975 | 1982 | 1990 | 1999 | 2007 |
| ------------------------------------------ | ---- | ---- | ---- | ---- | ---- | ---- |
| 606                                        | 536  | 437  | 424  | 404  | 405  | 445  |
| Des de 1962: població sense dobles comptes |      |      |      |      |      |      |

## Administració
| Període   | Identitat      | Partit |
| --------- | -------------- | ------ |
| 1959-1977 | Antoine Cepas  |        |
| 1977-1989 | Antoine Chapon |        |
| 1989-2008 | Henri Roche    |        |
| 2008-     | Maurice Bonnet |        |